# Dicranoptycha pallida
Dicranoptycha pallida är en tvåvingeart som beskrevs av Alexander 1926. Dicranoptycha pallida ingår i släktet Dicranoptycha och familjen småharkrankar. Inga underarter finns listade i Catalogue of Life.